# Campeonato Uruguayo de Primera División 1980
El Campeonato Uruguayo de 1980 ("Amsterdam") fue el 76° torneo de primera división del fútbol uruguayo, correspondiente al año 1980. Nacional se destacó ese año consagrándose con la triple corona, ya que además de ganar el torneo local, se consagró campeón de la Copa Libertadores y de la Copa Intercontinental.
El equipo tricolor fue dirigido por Juan Martín Mugica, y como equipo base formaba con: Rodolfo Rodríguez; José Hermes Moreira, Juan Carlos Blanco, Hugo De León y Washington González; Víctor Espárrago (capitán), Eduardo De la Peña y Arsenio Luzardo; Alberto Bica, Waldemar Victorino y Julio César “Cascarilla” Morales.

## Posiciones
| Puesto | Equipo               | Pts | PJ | PG | PE | PP | GF | GC | Dif |
| ------ | -------------------- | --- | -- | -- | -- | -- | -- | -- | --- |
| 1°     | Nacional             | 41  | 26 | 19 | 3  | 4  | 53 | 21 | +32 |
| 2°     | Montevideo Wanderers | 35  | 26 | 13 | 9  | 4  | 36 | 16 | +20 |
| 3°     | Peñarol              | 32  | 26 | 12 | 8  | 6  | 33 | 23 | +10 |
| 4°     | Bella Vista          | 31  | 26 | 11 | 9  | 6  | 43 | 30 | +13 |
| 5°     | Defensor             | 30  | 26 | 12 | 6  | 8  | 35 | 27 | +8  |
| 6°     | Cerro                | 28  | 26 | 8  | 12 | 6  | 32 | 28 | +4  |
| 7°     | Sud América          | 26  | 26 | 9  | 8  | 9  | 39 | 32 | +7  |
| 8°     | Danubio              | 26  | 26 | 8  | 10 | 8  | 30 | 34 | -4  |
| 9°     | Progreso             | 24  | 26 | 7  | 10 | 9  | 31 | 36 | -5  |
| 10°    | Fénix                | 22  | 26 | 7  | 8  | 11 | 29 | 39 | -10 |
| 11°    | Miramar Misiones     | 20  | 26 | 6  | 8  | 12 | 24 | 31 | -7  |
| 12°    | River Plate          | 20  | 26 | 6  | 8  | 12 | 31 | 46 | -15 |
| 13°    | Huracán Buceo        | 17  | 26 | 5  | 7  | 14 | 19 | 33 | -14 |
| 14°    | Rentistas            | 12  | 26 | 3  | 6  | 17 | 14 | 53 | -39 |

|  | Campeón uruguayo.        |
|  | Desciende a Primera "B". |

|                                             |
| Uruguay                                     |
| Campeón Uruguayo 1980 Nacional 33.er título |

## Clasificación a torneos continentales

### Liguilla Pre-Libertadores
Peñarol ganó la Liguilla y Bella Vista quedó segundo. Por ello ambos clasificaron a la Copa Libertadores 1981 junto con Nacional que fue campeón de la Copa Libertadores 1980.
| Pos. | Equipo      | Pts. | PJ | PG | PE | PP | GF | GC | Dif. |
| ---- | ----------- | ---- | -- | -- | -- | -- | -- | -- | ---- |
| 1°   | Peñarol     | 8    | 5  | 3  | 2  | 0  | 11 | 5  | 6    |
| 2°   | Bella Vista | 7    | 5  | 2  | 3  | 0  | 7  | 5  | 2    |
| 3°   | Wanderers   | 6    | 5  | 2  | 2  | 1  | 9  | 7  | 2    |
| 4°   | Defensor    | 4    | 5  | 1  | 2  | 2  | 6  | 7  | -1   |
| 5°   | Cerro       | 4    | 5  | 2  | 0  | 3  | 7  | 10 | -3   |
| 6°   | Sud América | 1    | 5  | 0  | 1  | 4  | 3  | 9  | -6   |

|  | Clasifica a la Copa Libertadores 1981. |

| Uruguay                                   |
| Campeón Liguilla 1980 Peñarol 5.to título |

### Equipos clasificados

#### Copa Libertadores 1981
|   | Equipo      | Clasificación como             |
| - | ----------- | ------------------------------ |
| 1 | Nacional    | Campeón Copa Libertadores 1980 |
| 2 | Peñarol     | Campeón Liguilla 1980          |
| 3 | Bella Vista | 2° puesto en la Liguilla 1980  |

## Resumen de la temporada
Durante la temporada 1980 se disputaron 4 torneos oficiales, con referencia a los 4 títulos mundiales conquistados por la selección uruguaya. Además ese año se organizó "el Mundialito" en el Estadio Centenario, con el triunfo de Uruguay.
| Fechas                      | Torneo                                 | Campeón  |
| --------------------------- | -------------------------------------- | -------- |
| marzo de 1980               | Campeonato Colombes                    | Peñarol  |
| abril a octubre de 1980     | Campeonato Uruguayo ("Amsterdam")      | Nacional |
| octubre a diciembre de 1980 | Campeonato Montevideo                  | Peñarol  |
| enero de 1981               | Liguilla Pre-Libertadores ("Maracaná") | Peñarol  |